# Tschögglberg

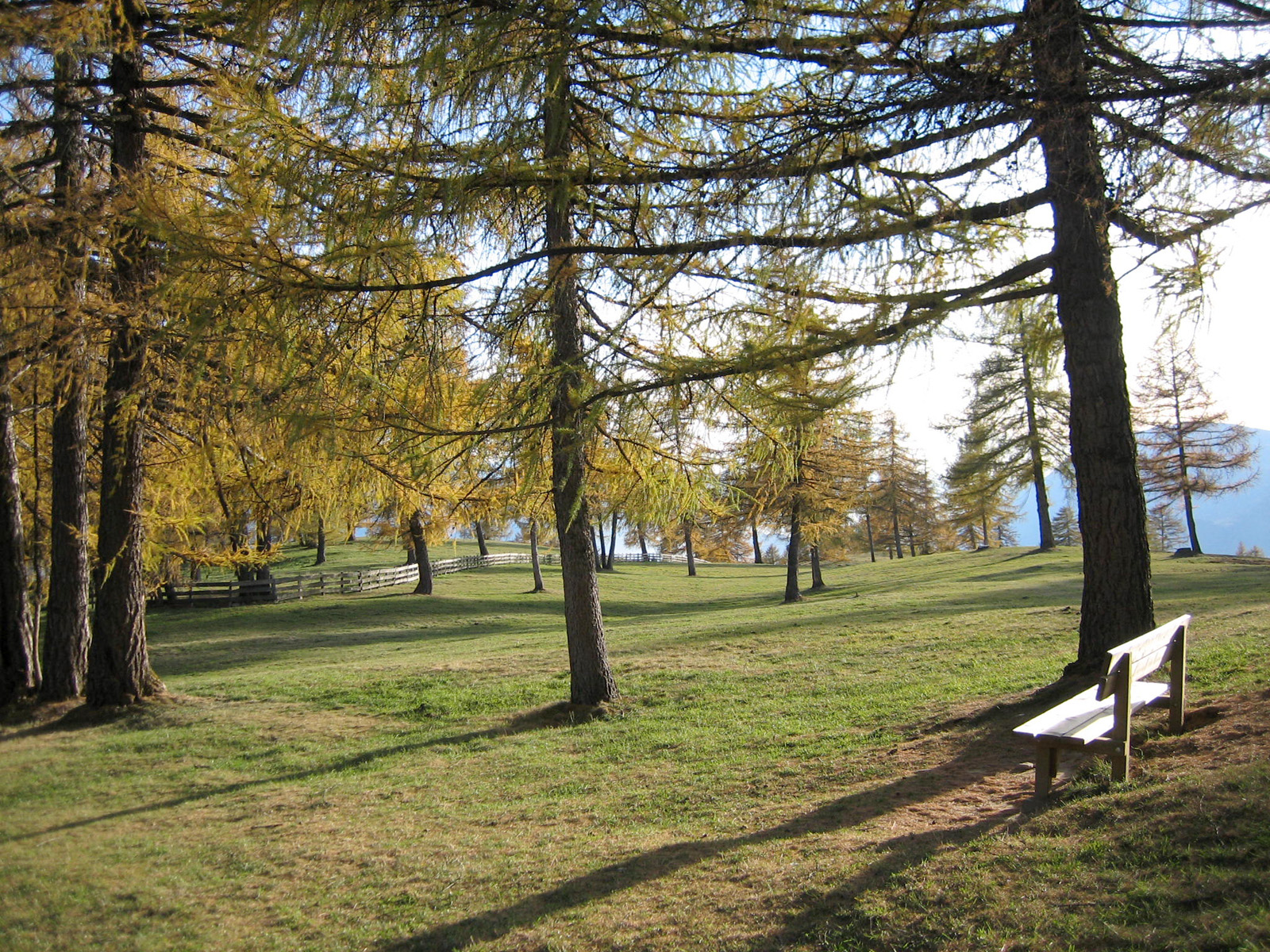
Landschaft am Salten

Der Tschögglberg oder Tschöggelberg (italienisch Monzoccolo) ist ein Bergrücken im Südwesten der Sarntaler Alpen. Er erstreckt sich zwischen Bozen und Meran am linken Ufer der Etsch in Südtirol (Italien). Im Westen wird der Tschögglberg vom Etschtal begrenzt, im Osten vom Sarntal und im Süden vom Bozner Talkessel. Im Norden wird er vom Ifinger, von der Verdinser Plattenspitze, der Hochplattspitze und dem Großen Mittager überragt. Im südlichen Teil des Bergrückens befindet sich das ausgedehnte Hochplateau des Salten.
Die Dörfer auf dem Tschögglberg liegen überwiegend in 1000–1500 m s.l.m. Höhe und gehören (von Nord nach Süd) zu den vier Gemeinden Hafling, Vöran, Mölten und Jenesien.

## Geographie

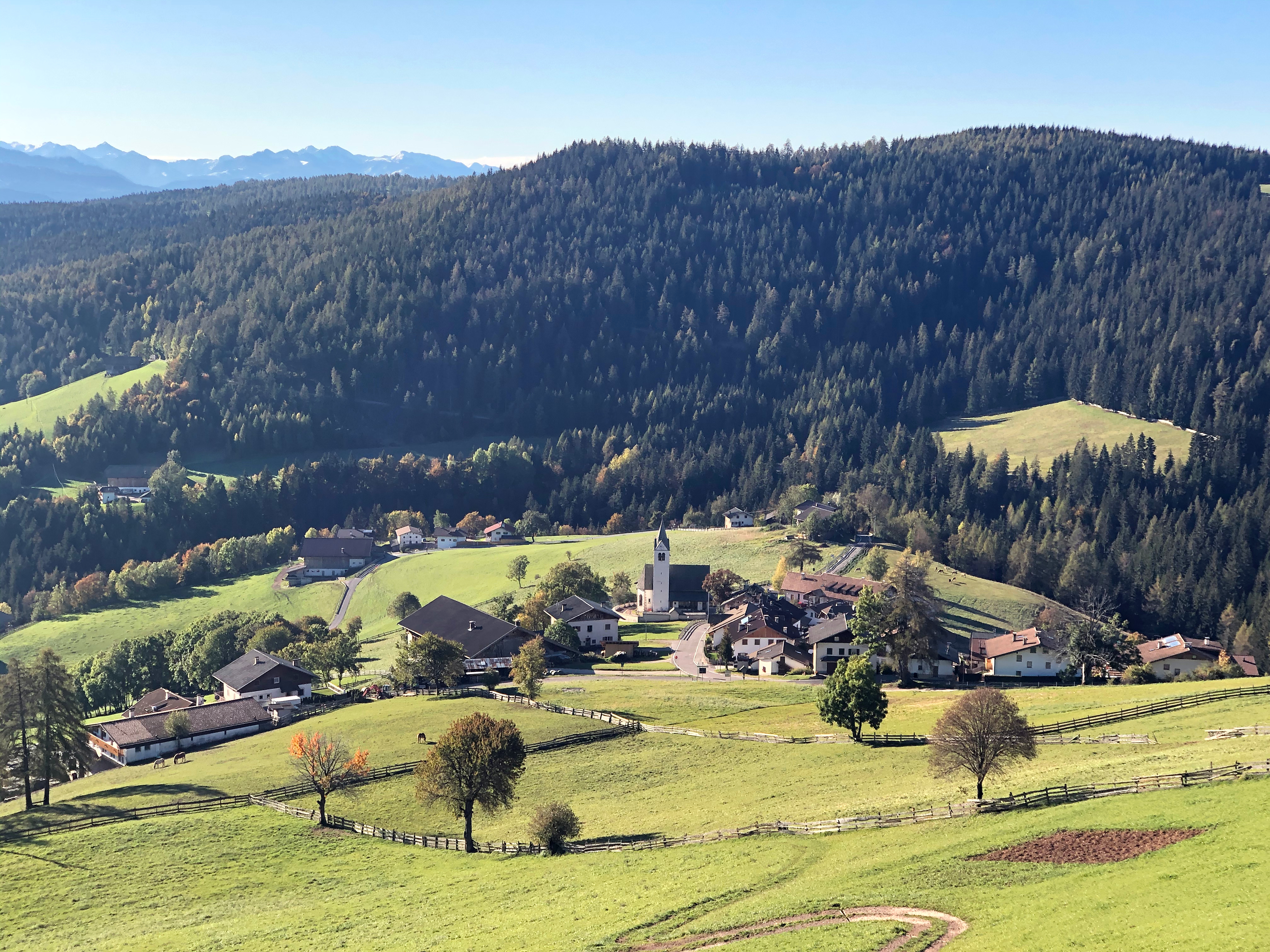
Blick auf Flaas

Der Tschögglberg gehört zusammen mit dem Ritten und dem Regglberg zu den größtenteils aus der Etschtaler Vulkanit-Gruppe (Bozner Quarzporphyr) aufgebauten mittelgebirgigen Höhenzügen in der Gegend um Bozen. Das vorherrschende Porphyr-Gestein ist vulkanischen Ursprungs und stammt aus dem Erdzeitalter des Perm. Das heutige Relief des Tschögglbergs wurde wesentlich durch eiszeitliche Gletschertätigkeit geprägt. Die Landschaft ist heute von Wiesen und Weideflächen im Wechsel mit ausgedehnten Wäldern bestimmt. Die höchste Erhebung des Tschögglberges ist das Kreuzjoch (2086 m s.l.m.).
Vom Tal aus ist der Tschögglberg über mehrere Straßen und Seilbahnen erschlossen. Straßenverbindungen führen von Meran nach Hafling, von Terlan nach Mölten und von Bozen nach Jenesien hoch. Eine Verbindungsstraße führt von Jenesien über Flaas, Mölten und Vöran nach Hafling. Das Etschtal mit dem Tschögglberg verbindende Seilbahnen bestehen zwischen Vilpian und Mölten (Seilbahn Mölten) sowie zwischen Burgstall und Vöran (Seilbahn Vöran). Die Seilbahn zwischen Bozen und Jenesien (Seilbahn Jenesien) hat den Betrieb am 24. November 2020 vorerst eingestellt.

## Etymologie
Nicht restlos geklärt ist der Namensursprung des Tschögglberges, der erst seit dem 19. Jahrhundert breitere Verwendung fand. Vermutet werden ein Zusammenhang mit dem auf dem Hochplateau relativ häufig verbreiteten Hof- und Schreibnamen „Zöggeler (Zeggeler)“ oder aber eine ursprünglich pejorative Bedeutung als Scheltname, zumal mit „Tschöggl“ ein plumper, grober Bauer bezeichnet wurde.

## Salten
Der Salten (italienisch Salto) im Süden des Tschögglbergs ist eine in Südtirol einmalige Kulturlandschaft. Seine Weiden und intensiv genutzten Bergwiesen sind von verstreut stehenden Lärchen durchsetzt. Die höchste Erhebung des Salten ist die Tschaufenhöhe auf 1468 m.
Die geographische Bezeichnung ist im Jahr 1242 im Register des Bozner Notars Jakob Haas als Salten bezeugt und beruht auf der mittellateinischen Ableitung aus „saltus“ (‚Wald‘) und dem deutschen Namensbildungssuffix „-en“. Bereits im 14. Jahrhundert erscheint die Bezeichnung auch als Herkunftsname; so ist im Jahr 1359 ein Christanus ab dem Salten urkundlich bezeugt.